# 通稱號
通稱號（日文：通称号、符）為舊日本陸軍於太平洋戰争期間部隊名稱使用的一種代號。

## 概說
通稱號為賦予師團、獨立混成旅團以上擁有獨立作戰能力的部隊一或兩字的漢字作為代號，其隷下部隊則以數字區別。此處漢字稱為兵團文字符，個別的數字則為通稱番號。以上兩者合稱為通稱號，為根據《陸軍部隊戰時通稱號規定（陸機密第143號）》所訂定的。另外還有秘匿名、秘匿號、通稱符等說法。和舊日本陸軍編制不同的舊日本海軍則沒有使用通稱號。

## 制定歷史
平時於本土擁有的常設師團，因為司令部與駐紮地的位置都已確定，因此沒有使用代號的必要，只有戰時才開始編制的部隊為了避免洩露情資而隱藏正式名稱。至九一八事變為止舊日本陸軍並沒有特別隱藏部隊名稱，直到1937年9月1日《動員部隊の称呼名に関する件》（關於動員部隊稱呼名）發布後，才開始隱藏外地部隊的名稱。一開始是以部隊指揮官的姓氏取名為"木多部隊"、"赤松部隊"之類，但隨著戰局逐漸激烈，指揮官的異動與戰死也越來越常見。
1940年9月10日《昭和16年度陸軍動員計畫令細則》便規定賦予師團、獨立混成旅團以上擁有獨立作戰能力的部隊一或兩字的漢字作為兵團文字符，其隷下部隊則擁有3到5碼的數字作為通稱番號。

### 例
1938年以維持中國戰線治安而編成的三單位制師團第23師團於諾門罕戰役時的秘匿名為指揮官小松原道太郎中將的姓而來的小松原兵團，而太平洋戰爭時則稱為旭兵團。
1939年10月在滿洲編成的第24師團，1941年開始的兵團文字符為山，其隷下步兵第22聯隊則擁有3474這個通稱番號。
也就是說，第24師團以通稱號表示為山兵團，而步兵第22聯隊則為山第3474部隊。（請參考表格）
參考表格
- 山兵團：第24師團
- 山1207部隊：防疫給水部
- 山3430部隊：師團司令部
- 山3474部隊：步兵第22聯隊
- 山3475部隊：步兵第32聯隊
- 山3476部隊：步兵第89聯隊
- 山3477部隊：師團製毒隊
- 山3478部隊：搜索第24聯隊
- 山3480部隊：野砲兵第42聯隊
- 山3481部隊：工兵第24聯隊
- 山3482部隊：師團通信隊
- 山3483部隊：輜重兵第24聯隊
- 山3484部隊：師團兵器勤務隊
- 山3486部隊：師團第1野戰醫院
- 山3487部隊：師團第2野戰醫院
- 山3490部隊：師團病馬廠

## 兵團文字符與兵團
此通稱號不只是日本本土或外地，就算部隊以外的諸機構也擁有。太平洋戰爭末期隨著兵團數量激增，一個字的代號不夠用的關係也有增加至兩個字的狀況，比如1945年編成的第134師團為真心、第138師團為不動。
本來通稱號只是為了隱藏部隊正式的名稱，兵團文字符中時常以常設師團為中心用編成地與兵種類推而成，也因此成為另一種的暱稱。宮城警備任務的近衛師團為宮，東京的第1師團為玉，大阪的第4師團為淀，廣島的第5師團為鯉，北海道的第7師團為熊，戰車第4師團為鋼，第3飛行師團為隼等等，從中可以見到其關聯性。
制定通稱號的規則為根據1945年4月20日制定的《陸軍部隊戰時通稱號規定（陸機密第143號）》更改。

## 日本本土
為了在新聞報導等场合防諜，軍以上稱為集團，師團、旅團為兵團，聯隊、大隊為部隊、中隊、小隊為隊。士兵的家人對前線通信、電報的狀況也是根據通稱號，二戰後搜尋未歸還兵的其中一個方式，便是其家族根據通稱號向厚生省（現厚生勞動省）查詢其原部隊。

## 外部連結
- 帝國陸軍その制度と人事　陸軍全師團兵團文字符列舉